# Сибата, Кацуми
Кацуми Сибата (яп. 柴田 勝巳; 1909, Токио — август 1942, Хэнань) — японский хоккеист на траве, полузащитник. Серебряный призёр летних Олимпийских игр 1932 года.

## Биография
Кацуми Сибата родился в 1909 году в японском городе Токио.
Учился в Токийском коммерческом университете, играл в хоккей на траве за его команду.
В 1932 году вошёл в состав сборной Японии по хоккею на траве на летних Олимпийских играх в Лос-Анджелесе и завоевал серебряную медаль. Играл на позиции полузащитника, провёл 2 матча, мячей не забивал.
Убит в августе 1942 года в китайской провинции Хэнань на Второй мировой войне.